# Теорама
Теорама (исп. Teorama) — город и муниципалитет в северо-восточной части Колумбии, на территории департамента Северный Сантандер. Входит в состав Западного субрегиона.

## История
Поселение, из которого позднее вырос город, было основано в 1779 году. Муниципалитет Теорама был выделен в отдельную административную единицу в 1817 году.

## Географическое положение
Город расположен в западной части департамента, в горной местности Восточной Кордильеры, на расстоянии приблизительно 99 километров к северо-западу от города Кукута, административного центра департамента. Абсолютная высота — 1006 метров над уровнем моря.
Муниципалитет Теорама граничит на западе с территорией муниципалитета Конвенсьон, на северо-востоке — с муниципалитетом Тибу, на востоке — с муниципалитетом Эль-Тарра, на юго-востоке — с муниципалитетом Сан-Каликсто, на юге — с муниципалитетом Оканья, на юго-западе — с территорией департамента Сесар, на севере — с территорией Венесуэлы. Площадь муниципалитета составляет 852 км².

## Население
По данным Национального административного департамента статистики Колумбии, совокупная численность населения города и муниципалитета в 2015 году составляла 21 524 человека.
Динамика численности населения муниципалитета по годам:
| 2005   | 2006   | 2007   | 2008   | 2009   | 2010   | 2011   | 2012   | 2013   | 2014   | 2015   |
| ------ | ------ | ------ | ------ | ------ | ------ | ------ | ------ | ------ | ------ | ------ |
| 17 523 | 17 858 | 18 219 | 18 601 | 18 983 | 19 382 | 19 790 | 20 216 | 20 638 | 21 085 | 21 524 |

Согласно данным переписи 2005 года мужчины составляли 52,8 % от населения Теорамы, женщины — соответственно 47,2 %. В расовом отношении белые и метисы составляли 97,8 % от населения города; индейцы — 2,2 %.
Уровень грамотности среди всего населения составлял 65,5 %.

## Экономика
Основу экономики Теорамы составляет сельское хозяйство.
76,5 % от общего числа городских и муниципальных предприятий составляют предприятия торговой сферы, 17,4 % — предприятия сферы обслуживания, 6 % — промышленные предприятия, 0,1 % — предприятия иных отраслей экономики.